# Eumyarion kowalskii
Eumyarion kowalskii is een fossiel knaagdier dat in het Vroeg-Mioceen voorkwam in Pakistan. Deze soort behoort tot het geslacht Eumyarion, dat een onzekere positie binnen de Muroidea heeft en vooral bekend is uit het Mioceen van Europa. E. kowalskii is binnen Eumyarion mogelijk het nauwste verwant aan Eumyarion montanus uit Turkije. Daarnaast is E. kowalskii waarschijnlijk de voorouder van Prokanisamys arifi, die in iets jongere afzettingen voorkomt, en daarmee van de nog levende wortelratten (Rhizomyinae) en Afrikaanse wortelratten (Tachyoryctinae) uit respectievelijk Zuidoost-Azië en Oost-Afrika.
Deze soort is beschreven op basis van drieënzestig losse kiezen uit de Chitarwata-formatie van Zinda Pir Dome in het westen van de provincie Punjab. De specifieke locatie waar E. kowalskii vandaan komt is op paleomagnetische gronden op ongeveer 20 miljoen jaar oud gedateerd. In ongeveer even oude afzettingen in Pakistan komen ook de geslachten Primus en Spanocricetodon voor en Democricetodon en de al genoemde Prokanisamys komen in iets jongere lagen voor.
E. kowalskii is een middelgrote soort voor de Muroidea, maar een grote en robuuste voor het geslacht Eumyarion. De kiezen zijn relatief breed en kort. De patronen op de kiezen zijn vrij simpel; verschillende structuren die bij allerlei andere Eumyarion-soorten wel voorkomen, ontbreken bij E. kowalskii. De eerste kies in de bovenkaak (M1) is gemiddeld 2,29 millimeter lang en 1,64 millimeter breed, de M2 is 1,69 bij 1,67 millimeter, de M3 is 1,35 bij 1,44 millimeter, de eerste kies in de onderkaak (m1) is 1,97 bij 1,41 millimeter, de m2 is 1,78 bij 1,61 millimeter en de m3 is 1,71 bij 1,50 millimeter.